# 2009年8月广东

## 8月14日
- 广州出现内地首宗甲型H1N1重症患者，该患者为中学初三年级男生，目前在广州医学院第一附属医院ICU重症监护病房接受治疗。网易

## 8月10日
- 曾被誉为广州旅游业“月亮工程”的世界大观主题公园无限期歇业。腾讯网（页面存档备份，存于）

## 8月9日
- 强烈热带风暴天鹅在广东省境内逗留24个小时后在北部湾南部海面上减弱成低气压。广东新闻网（页面存档备份，存于）

## 8月8日
- 广东省委书记汪洋在首个“全民健身日”带领市民跑步，并宣布迎接广州亚运的到来。 广东新闻网（页面存档备份，存于）

## 按月存档的广东新闻动态
- 2006年：3月、4月、5月、6月、7月、8月、9月、10月、11月、12月
- 2007年：1月、2月
- 2008年
- 2009年：8月